# Gosainganj
Gosainganj es  un pueblo y nagar Panchayat situado en el distrito de Ayodhya en el estado de Uttar Pradesh (India). Su población es de 12931 habitantes (2011). 

## Demografía
Según el  censo de 2011 la población de Gosainganj  era de 12931 habitantes, de los cuales 6702 eran hombres y 6229 eran mujeres. Gosainganj tiene una tasa media de alfabetización del 83,84%, superior a la media estatal del 67,68%: la alfabetización masculina es del 88,65%, y la alfabetización femenina del 78,68%.